# Gonoszóma

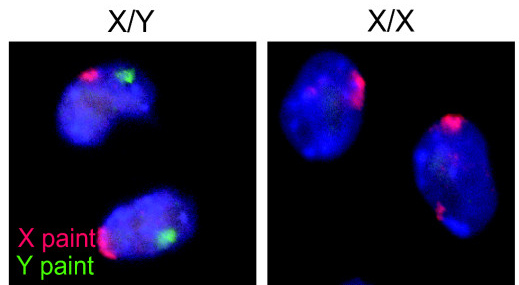
Emberben a férfiak egy X és egy Y-kromoszómával bírnak

A nemet meghatározó kromoszómákat több névvel is illetik:
- gonoszóma
- heterokromoszóma
- alloszóma
- szexkromoszóma
- ivari kromoszóma
- nemi kromoszóma

Emberben a férfiak egy X és egy Y-kromoszómával bírnak. Amelyik gyerekük az Y-kromoszómát örökli, az a fiuk lesz, amelyik az X-et, az a lányuk. 
A nőknek két darab X-kromoszómájuk van, melyek közül az egyik inaktiválódik és vérkenetben Barr-testként észlelhető.
A többi kromoszómát (emberben 22 pár) autoszomális vagy homológ kromoszómáknak nevezzük.
A madarakban, a lepkékben, néhány halfajban és a növények közül a szamócafélékben a nemi kromoszómák éppen fordítottak. 
A nőstényekben van Z és W kromoszóma, míg a hímekben csak Z. Így a nőstények genotípusa ZW, míg a hímeké ZZ.